# Tiếng Chicomuceltec
Tiếng Chicomuceltec (còn gọi là Chikomuselteko hay Chicomucelteco; trước đây, Cotoque) là một ngôn ngữ Maya từng hiện diện trên một vùng gồm các municipio Chicomuselo, Mazapa de Madero, và Amatenango de la Frontera thuộc Chiapas, México, cũng như một ít vùng lân cận của Guatemala. Ngôn ngữ này mất hẳn vào thập niên 1970 hoặc 80; những tài liệu Maya học mới đây xác thực điều đó khi không tìm ra người nói nào. Hậu duệ của người nói tiếng Chicomuceltec trước kia, gồm chừng 1500 người ở México và 100 người ở Guatemala nay đều nói tiếng Tây Ban Nha.
Tiếng Chicomuceltec trước đây có khi được gọi là tiếng Mam Cakchiquel, dù nó gần với tiếng Wastek (Huastec), chỉ có họ hàng xa với tiếng Cakchiquel và tiếng Mam.

## Lịch sử và phả hệ
Tiếng Chicomuceltec lần đầu được nhắc đến trong văn bản ngôn ngữ học hiện đại vào cuối thế kỷ XIX, khi nó được nhà ngôn ngữ học Karl Sapper ghi nhận lại trong chuyến du hành đến bắc Trung Bộ châu Mỹ 1888–95.
Mối quan hệ giữa tiếng Chicomuceltec và tiếng Wastek được xác lập vào cuối thập niên 1930 (Kroeber 1939), dựa trên việc nó chia sẻ nhiều từ vựng với tiếng Wastek hơn hẳn những ngôn ngữ Maya khác.

### Nghiên cứu
Một văn bản hai trang có niên đại từ nam 1775 tìm ra tại Thư viện Quốc gia Pháp ở Paris là tài liệu cổ nhất có được về tiếng Chicomuceltec. Được viết như một bài xưng tội trong Công giáo La Mã, bài viết tay nào gồm tám câu viết bằng tiếng Chicomuceltec. Nó cũng nhắc rừng lúc đó ngôn ngữ này có tên "Cotoque".

## Vị trí địa lý

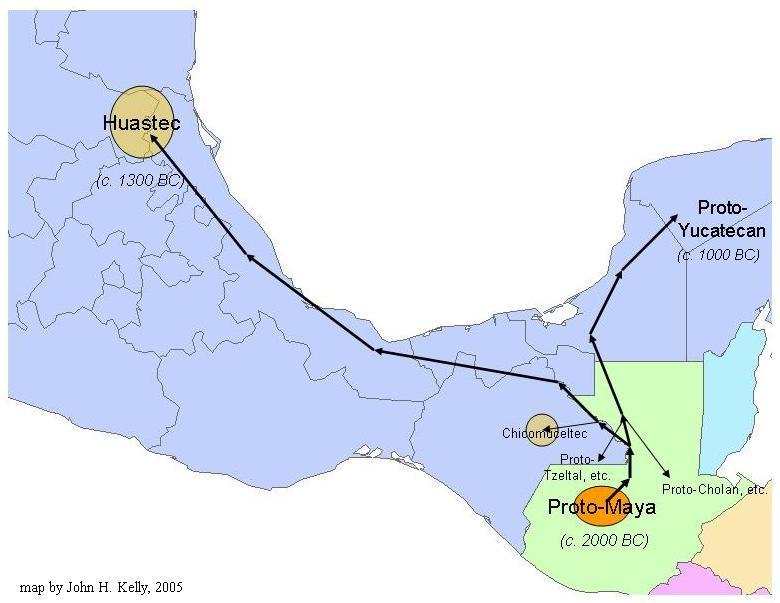
Một bản đồ cho thấy một giả thuyết về quá trình tách nhau ra trên đường di cư của người nói tiếng Wastek và tiếng Chicomuceltec từ nguyên quán của ngôn ngữ Maya nguyên thủy.

Vị trí của tiếng Wastek và tiếng Chicomuceltec so với phần còn lại của ngữ hệ — trong đó tiếng Wastek tập trung ở mạn bắc duyên hải vịnh México, xa với phần còn lại — dẫn Kroeber đến kết luận rằng người Chicomuceltec hoặc là một phần dân cư sót lại khi người Wastek di cư lên phía bắc, hoặc là bộ phận người Wastek di cư từ phía bắc xuống.

## Suy sụp và biến mất
Vào đầu thế kỷ XX, tiếng Chicomuceltec rõ ràng đã suy sụp; vào năm 1926 khi Franz Termer ghé thăm cộng đồng Chicomucelo, ông chỉ ghi nhận ba người (tất cả đều trên 60 tuổi) nói được tiếng Chicomuceltec, trong một điểm dân cư 2.500 người. Đến thập niên 1970-80 thì ngôn ngữ này mất hẳn.